# WillGriff John
Pour les articles homonymes, voir John.
Pas d'image ? Cliquez ici

a Compétitions nationales et continentales officielles uniquement.

b Matchs officiels uniquement.
Dernière mise à jour le 28 octobre 2024.
WillGriff John, né le 4 décembre 1992 à Plymouth (Angleterre), est un joueur international gallois de rugby à XV jouant au poste de pilier droit aux Racing 92, depuis 2023.
Formé à Cardiff où il n'arrive pas à convaincre et se faire une place dans l'équipe, il choisit de rejoindre Northland en Nouvelle-Zélande pour lancer sa carrière. Après deux ans réussi, il retourne en Europe, aux Doncaster Knights et devient l'un des meilleurs piliers de Championship, ce qui lui permet de rejoindre les Sale Sharks en 2017. Il y reste jusqu'en 2021 puis s'engage avec les Scarlets et devient international gallois. En 2023, il rejoint le Racing 92 en tant que joker Coupe du monde, puis rejoint l'US Montauban à l'issue de ce contrat de joker.

## Biographie

### Jeunesse et formation
WillGriff John naît à Plymouth, en Angleterre, d'un père gallois et d'un mère anglaise, et grandit à Rhondda, au pays de Galles, où il commence à jouer au rugby au Ystrad Rhondda RFC.
Il représente le pays de Galles dans toutes les sélections de jeunes puis rejoint les Cardiff Blues. Avec les moins de 20 ans gallois, il participe aux Tournois des Six Nations des moins de 20 ans en 2011 et 2012, ainsi qu'au Championnat du monde junior ces deux mêmes années également,. Il termine notamment à la troisième place du championnat du monde junior en 2012, en battant l'Argentine durant la petite finale.

### Débuts professionnels (2010-2017)
WillGriff John commence sa carrière en prêt au Pontypridd RFC, dans le championnat gallois, pour la saison 2010-2011. De retour à Cardiff, il ne joue que très peu et n'est pas considéré assez bon pour être conservé par les Blues. Il choisit alors de s'exiler en Nouvelle-Zélande et s'engage avec Northland, en Championnat des provinces néo-zélandaises pour deux ans.
Dès son arrivée en Océanie, il est intégré dans l'effectif de sa nouvelle équipe pour la saison 2013 du Championnat des provinces néo-zélandaises (ITM Cup), malgré sa faible expérience au haut niveau. Il fait ses débuts avec Northland à l'occasion de la troisième journée de championnat contre North Harbour. Il entre en jeu à deux minutes de la fin de la rencontre, un match nul 33-33. Pour sa première saison en Nouvelle-Zélande, il joue huit matchs dont quatre titularisations.
Il est conservé pour la dernière saison de son contrat avec Northland, en 2014. Cette saison, il joue dix matchs dont quatre en tant que titulaire durant la blessure de Matt Moulds (en). Son équipe se qualifie en demi-finale du championnat où elle est battue par Hawke's Bay. Durant son passage en Nouvelle-Zélande, il a été retenu dans l'équipe développement (espoir) des Auckland Blues.
À la fin de son contrat, il fait son retour en Europe, à l'âge de 21 ans, il rejoint les Doncaster Knights, où il joue durant trois saisons de 2014 à 2017 et progresse beaucoup, s'imposant comme l'un des meilleurs piliers de Championship. Il joue également les finales aller et retour du championnat en 2015-2016, mais est battu par Bristol.

### Découverte de la Premiership avec les Sale Sharks (2017-2021)
Après plus de cinquante matchs joués en deuxième division, WillGriff John s'engage avec les Sale Sharks, en Premiership, à partir de la saison 2017-2018,. Il joue pour la première fois avec Sale à l'occasion de la deuxième journée de championnat, contre les Newcastle Falcons lorsqu'il remplace le Roumain Alexandru Țăruș. Dès ses débuts en première division avec son nouveau club, il s'impose comme l'un des joueurs les plus importants de l'équipe et l'un des meilleurs joueurs de première ligne du championnat. Il prolonge alors son contrat de trois ans à la fin de cette saison.
La saison suivante, en 2018-2019, il joue les 22 matchs de championnat en tant que titulaire et est aussi titularisé cinq fois en Challenge européen, où les Sharks sont éliminés en demi-finale par le Stade rochelais. Puis, en 2019-2020, il remporte le premier trophée de sa carrière lorsqu'il bat les Harlequins en finale de la Coupe d'Angleterre. Pour cette rencontre, il entre en cours de jeu et les siens l'emportent 27 à 19,.
En janvier 2020, il est sélectionné pour la première fois en équipe du pays de Galles par Wayne Pivac pour participer au Tournoi des Six Nations 2020. Il devait connaître sa première cape lors de la rencontre face à l'Écosse. Cependant, cette dernière est reportée à cause de la pandémie de Covid-19 et WillGriff John ne peut donc pas faire ses débuts internationaux à cette occasion,.
Durant son passage aux Sale Sharks, il réalise l'une des meilleurs performances au développé couché parmi tous les joueurs de rugby au monde. En effet, il soulève 210kg et est seulement devancé par Andrew Sheridan (215kg), Aled de Malmanche (220kg) et Gheorghe Gajion (230kg).

### Transfert aux Scarlets et international gallois (2021-2023)
En 2021, à l'issue de son contrat avec les Sale Sharks, WillGriff John s'engage avec la province galloise des Scarlets, évoluant en United Rugby Championship (URC). Il y remplace Werner Kruger, parti à la retraite et Pieter Scholtz qui vient de quitter l'équipe pour les Wasps,. 
Il joue pour la première fois avec les Scarlets lors de la première journée du URC de la saison 2021-2022 contre Édimbourg. Durant la suite de la saison, en octobre 2021, il est de nouveau sélectionné en équipe nationale dans un groupe de 38 joueurs pour les tests internationaux d'automne. Il connaît sa première sélection avec le XV du Poireau le 6 novembre 2021, contre l'Afrique du Sud. Il remplace Tomas Francis à vingt minutes du terme de la rencontre et les Gallois sont vaincus 18 à 23. John est ensuite titularisé pour le match suivant, une victoire 38-23 face aux Fidji. Malgré ces deux sélections, il n'est pas convoqué en janvier suivant pour le Tournoi des Six Nations 2022 pour des raisons de forme.
À la fin de la saison 2022-2023, durant laquelle les Scarlets atteignent les demi-finales de la Challenge Cup, il est libéré de son contrat.

### Départ au Racing 92 puis à Montauban (depuis 2023)
Libre de tout contrat, WillGriff John rejoint le Racing 92 en tant que joker Coupe du monde pour le début de la saison 2023-2024, où il compense notamment l'absence de Trevor Nyakane, parti avec les Springnoks,. Dès la première journée de Top 14, il fait sa première apparition avec le club francilien quand il remplace Cedate Gomes Sa dans une victoire 23-18 contre l'Union Bordeaux Bègles.
C'est le seul match qu'il dispute avec le club francilien puisqu'il rejoint l'US Montauban en Pro D2 en novembre 2023 en qualité de joker médical.

## Statistiques en équipe nationale

### Équipe du pays de Galles des moins de 20 ans
WillGriff John a disputé quatorze matchs avec l'équipe du pays de Galles des moins de 20 ans en deux saisons, prenant part à deux éditions du Tournoi des Six Nations des moins de 20 ans en 2011 et 2012, et à deux éditions du championnat du monde junior en 2011 et 2012. Il a inscrit un essai, soit cinq point.

### Équipe du pays de Galles
Au 6 septembre 2023, WillGriff John compte une seule sélection en équipe du pays de Galles et n'a pas marqué de points.
| Année | Compétition | Matchs | Points | Essais |
| ----- | ----------- | ------ | ------ | ------ |
| 2021  | Test matchs | 2      | -      | -      |
| Total | Total       | 2      | 0      | 0      |

## Palmarès

### En club
- Doncaster Knights
  - Finaliste du Championnat d'Angleterre de 2e division en 2016

- Sale Sharks
  - Vainqueur de la Coupe d'Angleterre en 2020

### En sélection nationale
- Pays de Galles -20
  - Troisième du Championnat du monde junior en 2012